# NGC 6199
NGC 6199 é uma estrela na direção da constelação de Hercules. O objeto foi descoberto pelo astrônomo Albert Marth em 1864, usando um telescópio refletor com abertura de 48 polegadas. 